# Manfredo Manfredi (architetto)
Manfredo Emanuele Manfredi (Piacenza, 16 aprile 1859 – Roma, 13 ottobre 1927) è stato un architetto italiano.

## Biografia
Formatosi all'Istituto delle Belle Arti di Roma alla quale si iscrisse nel 1880; qui fece una fraterna e duratura amicizia con Giuseppe Sacconi, con il quale partecipò agli stessi concorsi, con spirito di cameratesca competizione; in seguito Manfredi e Sacconi collaborarono con unità d'intenti.
Nel 1884 arrivò secondo al secondo concorso per il Vittoriano di Roma, vinto dall'amico Giuseppe Sacconi.
In virtù della notorietà acquisita, ebbe l'incarico di realizzare la tomba di Vittorio Emanuele II all'interno del Pantheon di Roma e, successivamente, il monumento dedicato ai caduti della battaglia del Volturno del 1860.

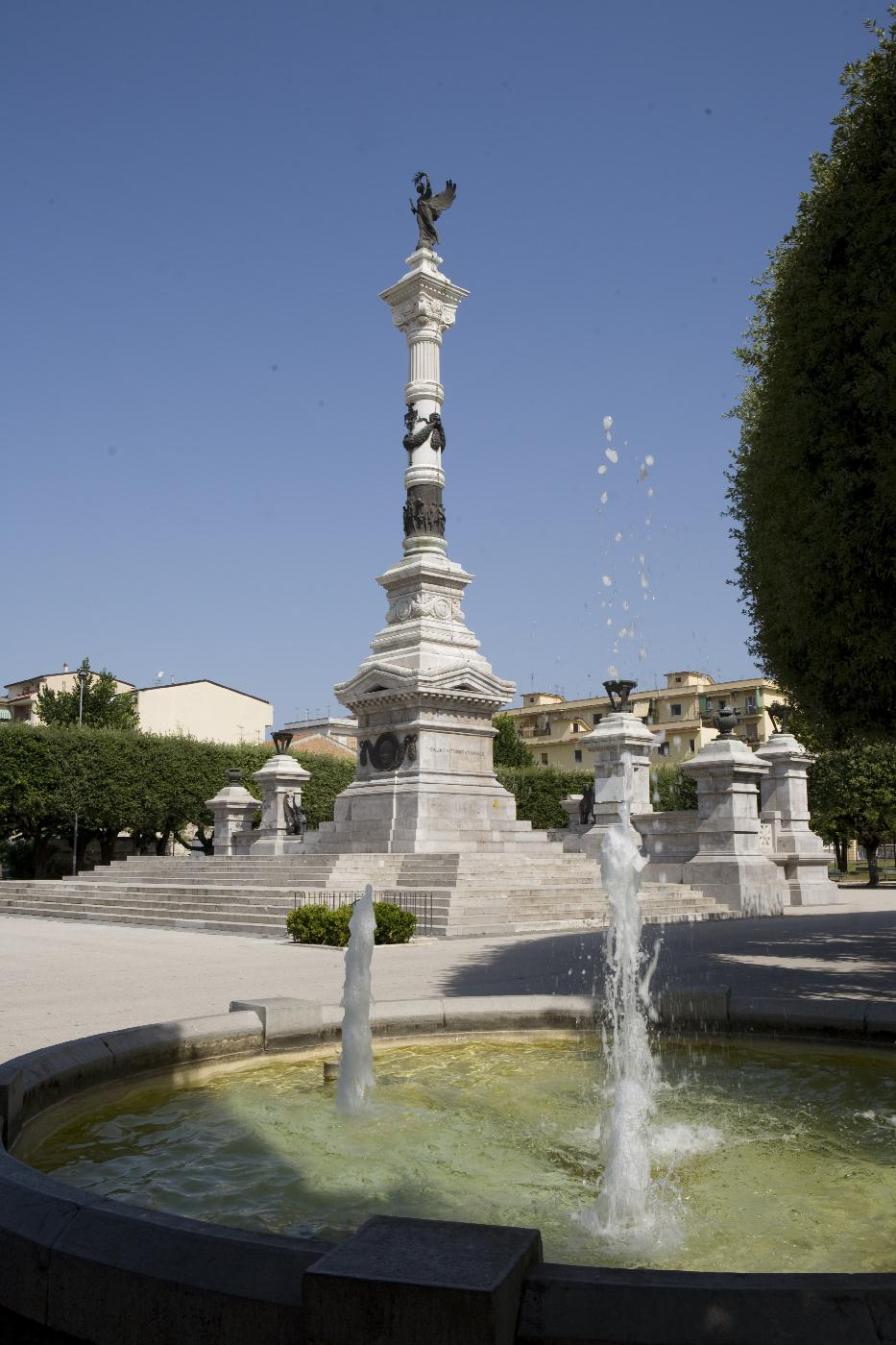
Ossario caduti garibaldini della battaglia del Volturno - S. Maria C.V.

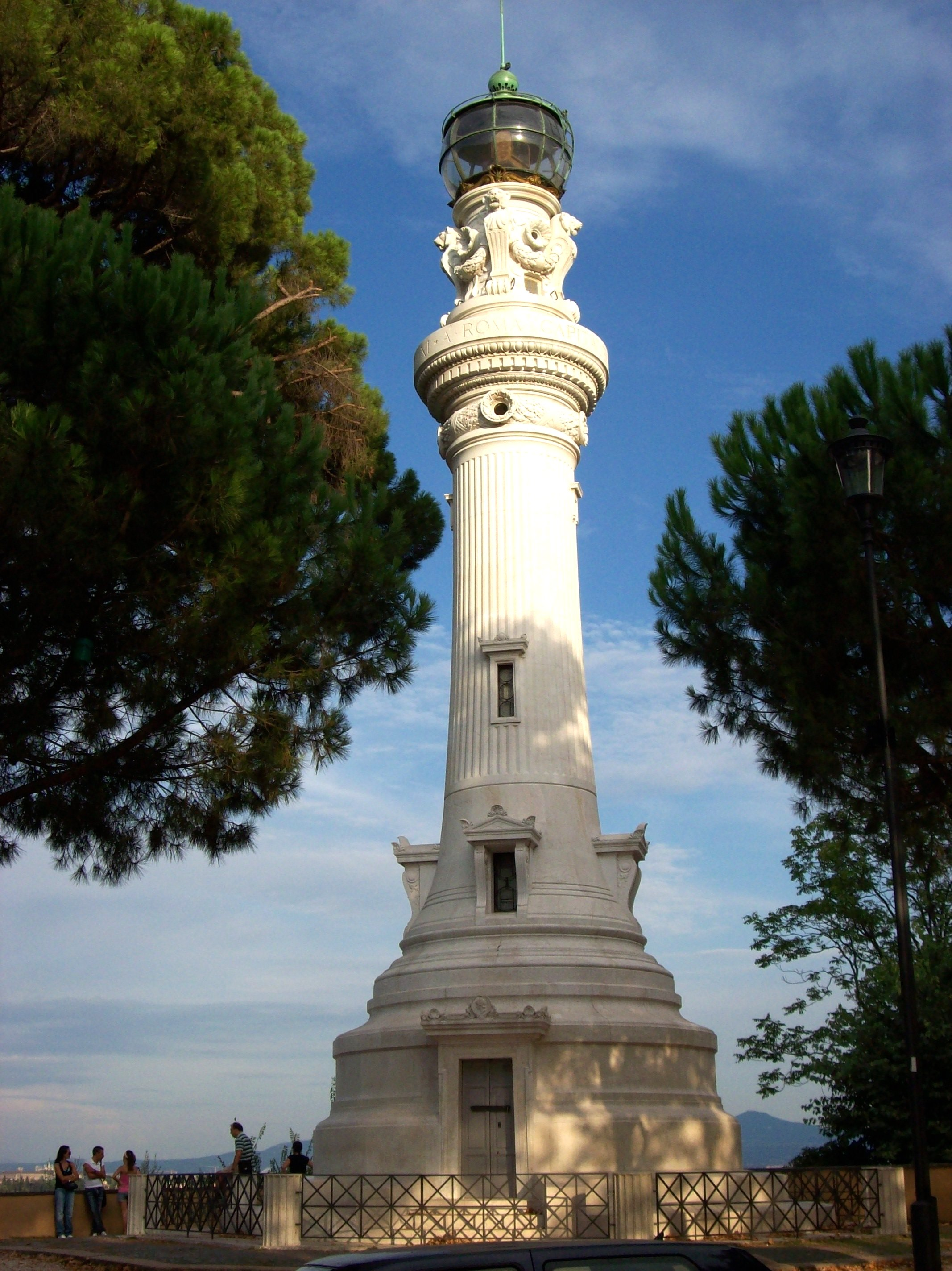
Il Faro di Roma, al Gianicolo

Partecipò a numerose esposizioni internazionali, realizzando il padiglione italiano all'Esposizione universale di Parigi (1889), alla Fiera Colombiana di Chicago (1893), all'Esposizione di Anversa (1894) e all'Esposizione di Parigi (1900).

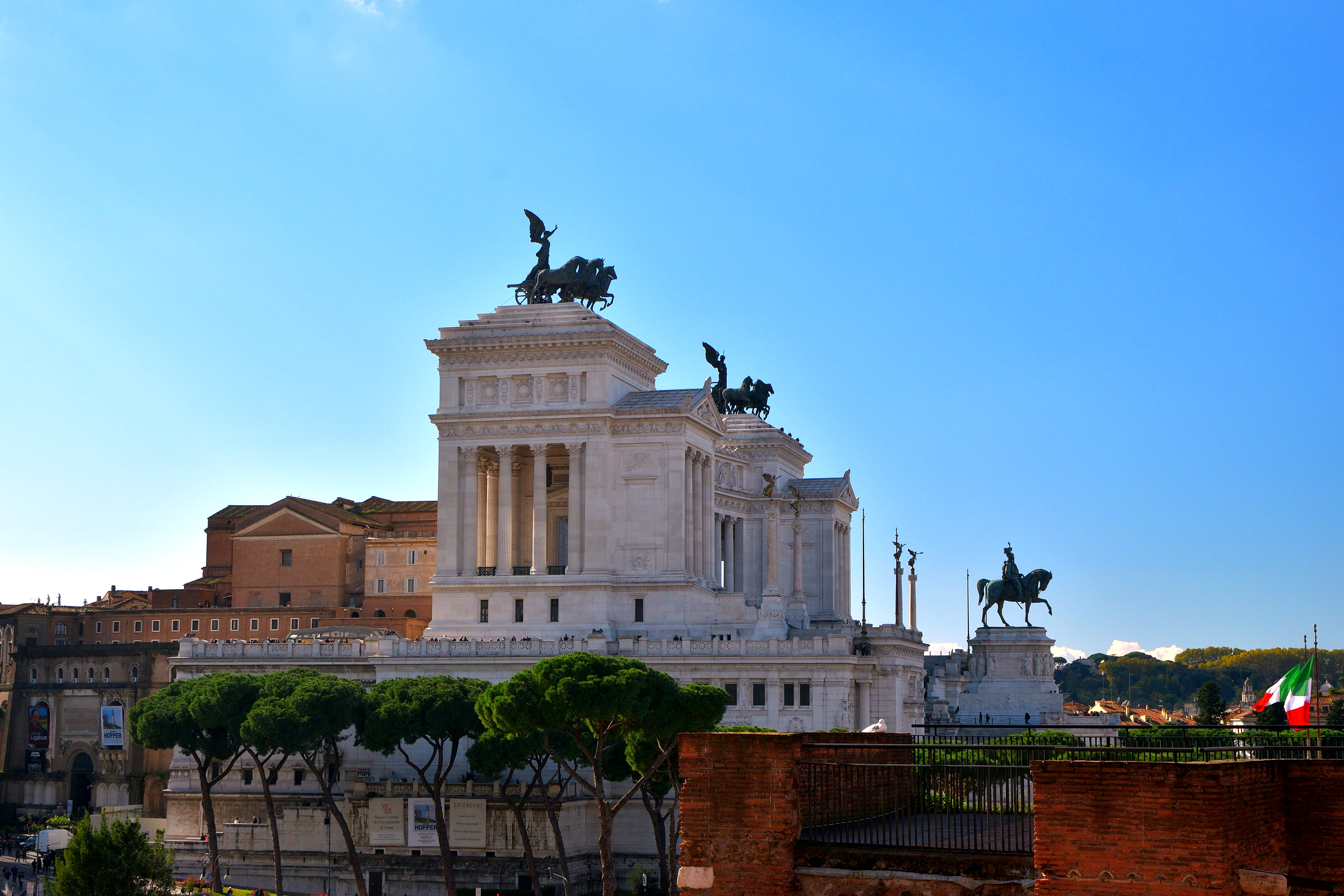
Il Vittoriano di Roma

Nel 1902 a Venezia, dopo il crollo del campanile di San Marco, partecipa al restauro della basilica e alla ricostruzione del campanile che sarà inaugurato nel 1912.

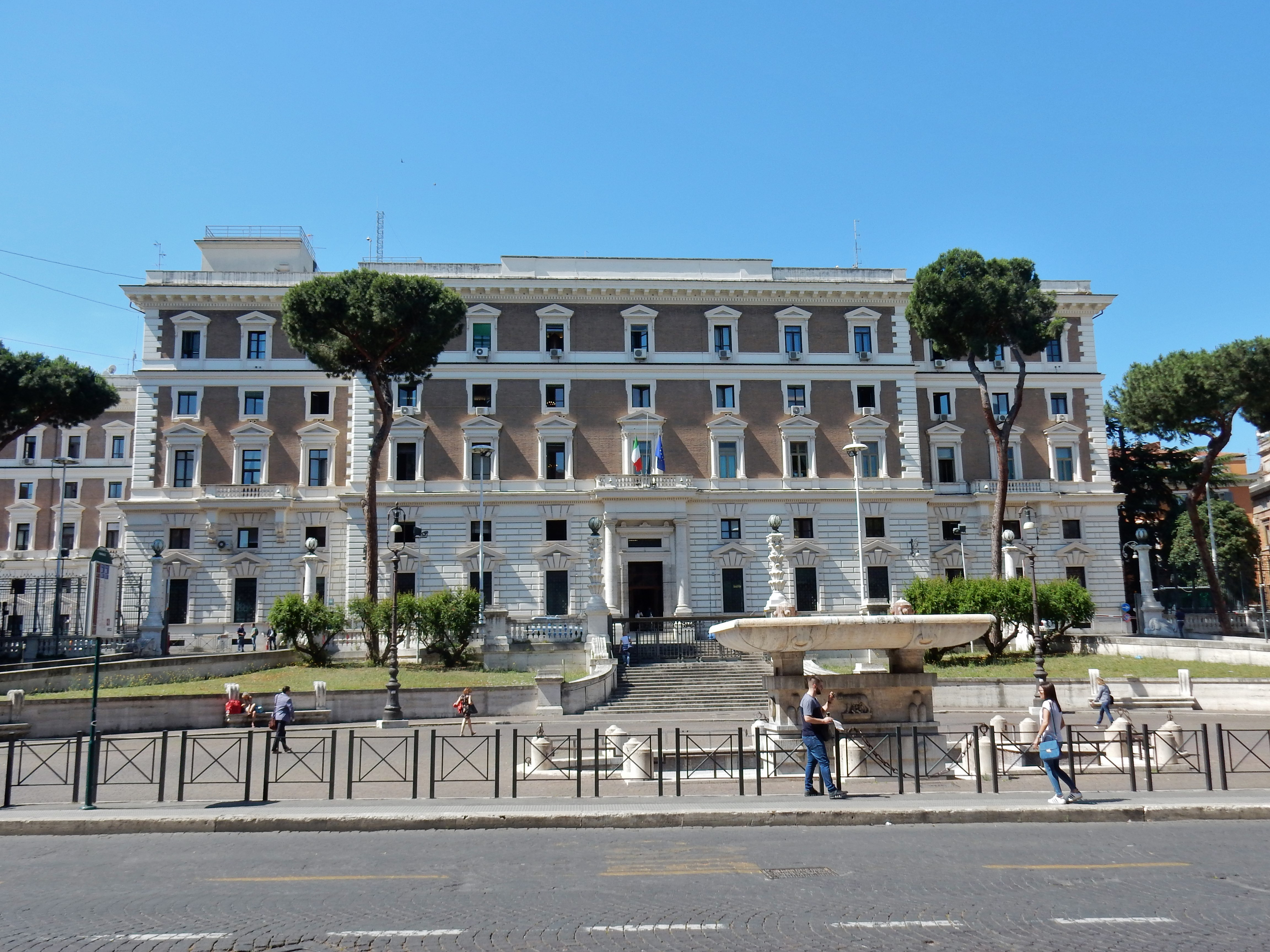
Il Palazzo del Viminale a Roma

Nel 1905, a seguito della morte di Giuseppe Sacconi, viene nominato, insieme a Gaetano Koch e Pio Piacentini, direttore dei lavori del Vittoriano, incarico che poi rivestirà sino alla morte e durante il quale riuscì a riportare il progetto del monumento a quello originario di Sacconi, dopo che erano state adottate delle varianti a causa degli imprevisti occorsi durante i lavori.
Dal 1914 al 1920 è direttore della Scuola Superiore di Architettura a Roma. Dal 1908 al 1919 è deputato al Parlamento Italiano eletto nelle file del Partito Liberale.
Nel 1910 è ancora a rappresentare l'Italia all'Esposizione Internazionale di Caccia a Vienna.
Nel 1911 torna a lavorare nella capitale realizzando il Faro del Gianicolo, omaggio degli italiani in Argentina. Sempre nel 1911, il Presidente del Consiglio Giovanni Giolitti gli commissiona il progetto per il Palazzo del Viminale che sarebbe rimasto sede della Presidenza del Consiglio dei ministri fino al 1961 ed è ora sede del Ministero dell'interno. Il Palazzo viene costruito tra il 1911 e il 1919 in stile neo cinquecentesco ed inaugurato nel 1925.
Nel 1913 progettò il completamento della cornice della facciata del duomo di Vasto, in stile neoromanico, ma l'opera non si realizzò. 
Nel 1922 a San Paolo del Brasile realizza il Monumento all'Indipendenza del Brasile in collaborazione con lo scultore Ettore Ximenes.

## Opere Principali
- Tomba di Vittorio Emanuele II al Pantheon.
- Monumento ai Garibaldini (in Santa Maria Capua Vetere).
- Monumento ai caduti 1914 - 1918 (in Santa Maria Capua Vetere).
- Ricostruzione del Campanile di San Marco (insieme ad altri architetti).
- Faro di Roma.
- Palazzo del Viminale.
- Monumento all'Indipendenza di San Paolo del Brasile.